# Гловер, Криспин
Кри́спин Хе́ллион Гло́вер (англ. Crispin Hellion Glover; род. 20 апреля 1964, Нью-Йорк) — американский актёр, режиссёр, продюсер, сценарист, писатель, певец.

## Биография
Криспин родился в Нью-Йорке в семье актрисы и танцовщицы Бетти Гловер и актёра Брюса Гловера. Своё детство он провёл в Южной Калифорнии.
В начале своей карьеры Гловер снимался в эпизодах сериалов «Счастливые дни» и «Блюз Хилл-стрит». Его первыми значительными работами стали роли в фильмах «Наперегонки с луной» и «Учителя», вышедших в 1984 году.
Наибольшую популярность Гловеру принесла роль Джорджа Макфлая в первой части трилогии «Назад в будущее». Получив предложение снова сняться в этой роли, потребовал увеличить гонорар, но получил отказ и не стал сниматься. Во второй части трилогии сыграл другой актер, загримированный под постаревшего Джорджа Макфлая.
Также Гловер написал несколько книг, наиболее известная из которых — «Ловля крыс», и записал альбом в стиле маргинальной музыки The Big Problem ≠ The Solution. The Solution = Let It Be.

## Личная жизнь
В интервью The Rolling Stones он рассказал, что начал встречаться в возрасте восемнадцати лет и через год; он потерял девственность с девушкой, которая училась в той же школе, что и Гловер.

Его бывшая девушка, однако, покончила жизнь самоубийством несколько лет спустя, и это встревожило Гловера. Он рассказал о том, как ее смерть немного встревожила его, сказав:
«Так что это немного беспокоит»
Его слова также показали, что он не особенно хорош в выборе партнеров. Спустя годы после того, как его девушка покончила жизнь самоубийством, он признался, что у него было довольно четкое представление о том, каким должен быть его партнер.
Гловер холост и не имеет детей. Он называет свою занятую карьеру одной из причин, по которой он чувствует себя непригодным для отцовства, поскольку он считает, что отец должен быть рядом со своими детьми.
С 2001 по 2003 год Гловер встречался с Алексой Лорен
В 2007—2008 годах актер встречался с актрисой Эмбер Хёрд, коллегой по фильму «Убийственная сексуальность».

## Избранная фильмография
| Год       |    | Русское название                     | Оригинальное название                       | Роль                |
| --------- | -- | ------------------------------------ | ------------------------------------------- | ------------------- |
| 1983      | с  | Счастливые дни                       | Happy Days                                  | Роуч                |
| 1983      | с  | Блюз Хилл-стрит                      | Hill Street Blues                           | курсант             |
| 1984      | ф  | Наперегонки с луной                  | Racing With The Moon                        | парень Гетсби       |
| 1984      | ф  | Пятница, 13-е: Последняя глава       | Friday The 13th: The Final Chapter          | Джимми Мортимер     |
| 1984—1986 | с  | Семейные узы                         | Family Ties                                 | Даг                 |
| 1985      | ф  | Назад в будущее                      | Back to the Future                          | Джордж Макфлай      |
| 1986      | ф  | На берегу реки                       | River’s Edge                                | Лейн                |
| 1989      | ф  | Смерч                                | Twister                                     | Хауди               |
| 1990      | ф  | Дом там, где сердце                  | Where the Heart Is                          | Лайонел             |
| 1990      | ф  | Дикие сердцем                        | Wild at Heart                               | Делл                |
| 1991      | ф  | Дорз                                 | The Doors                                   | Энди Уорхол         |
| 1993      | с  | Номер в гостинице                    | Hotel Room                                  | Дэнни               |
| 1993      | ф  | Даже девушки-ковбои иногда грустят   | Even Cowgirls Get the Blues                 | Ховард Барт         |
| 1993      | ф  | Что гложет Гилберта Грейпа           | What’s Eating Gilbert Grape                 | Бобби Макберни      |
| 1994      | ф  | Конвоиры                             | Chasers                                     | Ховард Финстер      |
| 1995      | ф  | Мертвец                              | Dead Man                                    | кочегар в поезде    |
| 1996      | ф  | Народ против Ларри Флинта            | The People vs. Larry Flynt                  | Эрло                |
| 2000      | ф  | Сестричка Бетти                      | Nurse Betty                                 | Рой Остери          |
| 2000      | ф  | Ангелы Чарли                         | Charlie’s Angels                            | Тощий               |
| 2002      | ф  | Как Майк                             | Like Mike                                   | Стэн Биттлмен       |
| 2003      | ф  | Уиллард                              | Willard                                     | Уиллард Стайлс      |
| 2003      | ф  | Ангелы Чарли: Только вперёд          | Charlie’s Angels: Full Throttle             | Тощий               |
| 2007      | ф  | Очень эпическое кино                 | Epic Movie                                  | Вилли Вонка         |
| 2007      | ф  | Кудесник крови                       | The Wizard of Gore                          | Монтаг Великолепный |
| 2007      | ф  | Беовульф                             | Beowulf                                     | Грендель            |
| 2008      | мф | Сезон охоты 2                        | Open Season 2                               | Фифи                |
| 2009      | мф | 9                                    | 9                                           | Шестой              |
| 2010      | ф  | Алиса в Стране чудес                 | Alice in Wonderland                         | Валет Червей        |
| 2010      | ки | —                                    | Alice in Wonderland                         | Валет Червей        |
| 2010      | ф  | Мистер Ганджубас                     | Mr. Nice                                    | Эрни Комбс          |
| 2010      | ф  | Машина времени в джакузи             | Hot Tub Time Machine                        | Фил                 |
| 2010      | мф | Сезон охоты 3                        | Open Season 3                               | Фифи                |
| 2014      | ф  | Мотель                               | The Bag Man                                 | Нед                 |
| 2017—2021 | с  | Американские Боги                    | American Gods                               | Мистер Мир          |
| 2018      | ф  | Аферисты поневоле                    | The Con Is On                               | Гэбриел Андерсон    |
| 2018      | ф  | Мы всегда жили в замке               | We Have Always Lived in the Castle          | Джулиан Блэквуд     |
| 2019      | ф  | Киллер по вызову                     | Lucky Day                                   | Люк                 |
| 2022      | с  | Кабинет редкостей Гильермо дель Торо | Guillermo del Toro’s Cabinet of Curiosities | Ричард Аптон Пикман |